# میخائیل باغداساروف (هنرپیشه سیرک)
میخائیل آشوتی باغداساروف (ارمنی: Միխայիլ Աշոտի Բաղդասարով؛  ۲۳ مهٔ ۱۹۴۵ – ۳ مهٔ ۲۰۲۱) یک هنرمند سیرک اهل ارمنستان بود. وی بین سال‌های - تا - میلادی فعالیت می‌کرد.

## زندگی‌نامه
وی در ۲۳ مهٔ ۱۹۴۵ در باکو به دنیا آمد . وی همچنین برندهٔ جوایزی همچون هنرمند شایسته ارمنستان شوروی (۱۹۸۰) و هنرمند مردمی فدراسیون روسیه (۱۹۹۷) شده است. وی در ۳ مهٔ ۲۰۲۱ در سن ۷۵ سالگی در مسکو درگذشت و در گورستان ترویکوروفسکوی به خاک سپرده شد.